# Aetomylaeus bovinus
Aetomylaeus bovinus е вид хрущялна риба от семейство Орлови скатове (Myliobatidae).

## Разпространение
Видът е разпространен в Албания, Алжир, Ангола, Бенин, Босна и Херцеговина, Габон, Гамбия, Гана, Гвинея, Гвинея-Бисау, Гибралтар, Гърция, Египет, Екваториална Гвинея, Западна Сахара, Израел, Испания (Канарски острови), Италия, Кабо Верде, Камерун, Кения, Кипър, Република Конго, Кот д'Ивоар, Либерия, Либия, Ливан, Мавритания, Малта, Мароко, Мозамбик, Монако, Намибия, Нигерия, Португалия (Мадейра), Сао Томе и Принсипи, Сенегал, Сиера Леоне, Сирия, Словения, Танзания, Того, Тунис, Турция, Франция, Хърватия, Черна гора и Южна Африка.